# Acanthophyllum andersenii
Acanthophyllum andersenii är en nejlikväxtart som beskrevs av Karl Heinz Rechinger och Schiman-czeika. Acanthophyllum andersenii ingår i släktet Acanthophyllum och familjen nejlikväxter. Inga underarter finns listade i Catalogue of Life.